# 小行星49777
小行星49777（49777 Cappi）是一颗绕太阳运转的小行星，为主小行星带小行星。该小行星于1999年12月2日发现。
該小行星以發現者保羅·G·康巴的第二任妻子瑪格麗特·卡皮托拉·桑塔格·康巴（Margaret Capitola Sonntag Comba）命名。

## 轨道参数
小行星49777的轨道半长轴为2.3561286 UA，离心率为0.066。